# Alexander Chernyshov
Aleksandr Alekseyevich Chernyshov (em russo:  Александр Андреевич Чернышeв; 21 de agosto de 1882 — 28 de abril de 1940) foi um engenheiro eletricista russo.

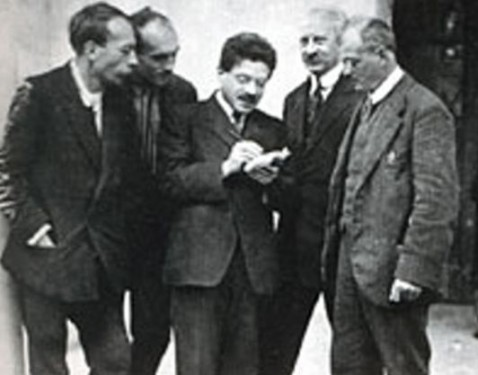
Esquerda para direita: Ivan Obreimov, Nikolay Semyonov, Paul Ehrenfest, Abram Ioffe, Aleksandr Chernyshyov, em 1924

Obteve a graduação na Universidade Politécnica Estatal de São Petersburgo em 1907, onde trabalhou o resto de sua vida. Suas pesquisas consistiram em engenharia de rádio e técnicas de alta voltagem. Recebeu o Prêmio Lenin de 1930.